# Франциск Мончинський
Франциск Матеуш Мончинський (пол. Franciszek Mateusz Mączyński, 21 вересня 1874, Вадовиці — 28 квітня 1947, Краків) — польський архітектор.

## Біографія
Народився у Вадовицях в родині Франциска і Юзефи з Юргальських. У 1889–1892 роках навчався у Кракові у Вищій промисловій школі. У 1892—1894 i 1895—1896 роках працював у проєктному бюро Славомира Одживольського. Продовжив навчання у Відні та Парижі. Від 1900 року проживав у Кракові. Спроєктував низку громадських та житлових будинків у стилі модерну переважно для Кракова. Часто займався будівельною експертизою. Співпрацював із Тадеушем Стриєнським. Протягом 25 років працював реставратором Маріяцького костелу на Вавелі.
Від 1907 року належав до Краківського технічного товариства. На початку грудня 1908 року у складі делегації товариства брав участь у Першому з'їзді делегатів польських архітектурних кіл у Кракові.. Згодом член Спілки архітекторів Краківського воєводства. 1930 року обраний головою спілки. 1910 року на виставці польських архітекторів у Львові експонував фотографії старого Кракова, фотографію дерев'яної синагоги у Кам'янці-Струмиловій, проєкт добудови вірменської катедри у Львові, проєкт вежі костелу єзуїтів у Кракові. 1909 року входив до складу журі конкурсу проєктів розписів каплиці Собеського на Кахленбергу у Відні, а також конкурсу 1914 року краківського Кола архітекторів на типові проєкти придорожніх стовпів, хрестів, каплиць і сільських надгробків. 1912 року був одним з організаторів Виставки архітектури та інтер'єрів в оточенні садовому у Кракові. Створив для неї низку проєктів, які були реалізовані, або експонувались у вигляді макетів. Входив до виконавчого комітету і виконував функцію скарбника виставки. Член Товариства опіки над польськими пам'ятками мистецтва і культури. 8 березня 1912 року обраний до правління товариства..
Опублікував низку праць, як архітектурний критик і теоретик. Це зокрема «Про синагогу XVII ст. у Кам'янці-Струмиловій під Львовом» (O bożnicy w Kamionce Strumiłowej pod Lwowem z w. XVII, 1900), «Методи» (Metody, 1903, переклад фрагменту книги Ежена Віолле-ле-Дюка), «Сім ламп архітектури» (Siedem lamp architektury, 1904, переклад книги Джона Раскіна), «Зі старого Кракова» (Ze starego Krakowa, 1908), «Фрагменти романської архітектури» (Fragmenta architektury romańskiej, 1910), «Костел Найсвятішої Діви Марії у Кракові» (Kościół Najświętszej Marii Panny w Krakowie, 1938). Рисунки Мончинського публікувались у серії Славомира Одживольського «Пам'ятки мистецького промислу в Польщі», яка видавалась у Кракові («Zabytki przemysłu artystycznego w Polsce», протягом 1891—1893 років вийшло 6 зошитів).
27 листопада 1929 року відзначений Офіцерським хрестом Ордену Відродження Польщі, 7 листопада 1936 року — Золотим академічним лавровим вінком за «видатні заслуги для польського мистецтва загалом». У Кракові, у дворі між костелом єзуїтів та колегіумом встановлено пам'ятник архітекторові авторства Ксаверія Дуніковського.
Роботи
- Казарми в Коломиї.
- Дім Товариства приятелів красних мистецтв на площі Щепанській, 4 у Кракові (1899—1901)[17].
- Костел і монастир кармеліток при вулиці Лобзовській, 40 у Кракові (спільно з Тадеушем Стриєнським).
- Перебудова Старого Театру на вулиці Довгій, 1 у Кракові (1903—1906, спільно з Тадеушем Стриєнським).
- Перебудова споруди Торговельно-промислової палати у Кракові (1906—1907, спільно з Тадеушем Стриєнським).
- Розбудова вірменського кафедрального собору у Львові за рахунок зносу двох кам'яниць від вулиці Краківської у 1908—1910 роках.[18]
- Проєкт кіоску для продажу газованої води у Кракові (1911). Перша нагорода на конкурсі.[19]
- Невеликий дім на дві родини робітників. Проєкт інтер'єрів для них. Розроблено і реалізовано для Виставки архітектури та інтер'єрів у Кракові 1912 року[20][21].
- Костел святого Йосифа при реколекційному домі єзуїтів у Львові на вулиці Залізняка (1913, співавтор Станіслав Дидек)[22].
- Костел Найсвятішого Серця Ісусового отців єзуїтів на вулиці Коперника у Кракові. Будівництво тривало протягом 1910—1913 років. Нагляд здійснював Станіслав Дидек. До 1921 року тривало оздоблення. Храм у плані 17 на 50 метрів, висота головної нави 19 метрів, вежі — 65 метрів. Тринавовий із півциркульно замкнутим презбітерієм та шістьома абсидами для вівтарів. Поєднує модернізовані риси готики у плані нави та ренесансу у вікнах та порталах. Головний портал оздоблено скульптурами Ксаверія Дуніковського[23].
- Костел св. Флоріана у Кракові (1902—1914, під час ремонту та модернізації відповідав за оздоблення інтер'єру).

Нереалізовані проєкти
- Конкурсний проєкт вівтаря для костелу в Закопаному, перше місце (1902)[24].
- Друге місце на конкурсі проєктів костелу святої Єлизавети у Львові (1903)[25].
- Перше місце на конкурсі проєктів дому Товариства працівників торгівлі віровизнання мойсеєвого у Варшаві. Співавтор Тадеуш Стриєнський. Будинок мав постати на ділянці між вулицями Зєльною, 25 та Вєлькою, 56. На першому поверсі планувались магазини зі складами, а на решті поверхів — зала для засідань, офісні та житлові приміщення[26]
- Проєкт дерев'яного костелу для Верховини (1905)[27].
- Конкурсний проєкт санаторію для грязелікування у Криниці-Здруй. 1906 рік. III місце. Співавтор Тадеуш Стриєнський[28].
- Конкурсний проєкт будинку Торгово-промислової палати на вул. Академічній, 17 (нині Проспект Шевченка) у Львові (1907, співавтор Тадеуш Стриєнський). Не здобув призових місць, однак усе ж придбаний організаторами. У критичній статті у краківському журналі «Architekt» відзначено добре влаштований план будинку[29].
- Проєкт генплану Кракова. Здобув одне з двох третіх місць на конкурсі 1910 року. Співавтор Тадеуш Недзельський[30][31]. Редакція часопису «Architekt» оцінила проєкт загалом позитивно. Відзначила винесення трамвайної колії із середмістя, цікаві барокові мотиви в архітектурній частині. Критично оцінила надмірну практичність — максимальне збереження вже існуючого укладу міста, а також впровадження дещо довільних, випадкових архітектурних елементів, невдалий підхід до озеленення[32].
- Конкурсний проєкт готелю «Краківського» у Львові зі спорудами Товариства взаємного страхування державних службовців на розі нинішньої площі Соборної і вулиці Пекарської (1911, співавтор Тадеуш Стриєнський)[33].
- Проєкт реставрації вежі монастиря августинців у Кракові (1912)[34].
- Проєкт будинку Ремісницької палати у Львові. Розроблений 1912 року для конкурсу, на якому здобув 2 місце. Співавтор Тадеуш Стриєнський. Разом з роботами інших учасників проєкт експонувався того ж року у приміщенні Технологічного інституту на вулиці Нижанківського, 5[35][36][37].
- Проєкт блоку з трьох житлових будинків. Розроблений для краківської Виставки архітектури та інтер'єрів у садовому оточенні, призначеної на 1912 рік. Здобув друге місце на відбірковому конкурсі 1911 року, організованому комітетом виставки і Делегацією архітекторів польських[38] На виставці експонувався макет[39].
- Конкурсний проєкт нового будинку Львівського університету (1913)[40]. Опублікований того ж року у збірці, присвяченій конкурсу.[41]
- Третя нагорода на конкурсі проєктів Купецької палати в Кракові (1913, співавтор Тадеуш Стриєнський).[42][43].
- Одна з двох третіх нагород на конкурсі проєктів ратуші в Дрогобичі (1913, співавтор Тадеуш Стриєнський)[44][45]. Того ж року робота експонувалася у залі засідань Львівської політехніки[46][47].
- Конкурсний проєкт двору родини Влодків у селі Негович Малопольського воєводства. Конкурс організований 1913 року краківським Колом архітекторів. Серед 56 надісланих робіт проєкт Мончинського не здобув призових місць, але був придбаний організаторами[48][49]
- Проєкт регуляції вулиці Вольської у Кракові. Виконаний для конкурсу 1914 року спільно з Тадеушем Недзельським. Не здобув призових місць, але був придбаний журі[50].
- Типовий проєкт прибуткового будинку зі слюсарною майстернею, створений для збірки «Odbudowa polskiego miasteczka» (Відбудова польського містечка), виданої 1916 року[51].
- Друге місце на конкурсі проєктів нового Палацу мистецтв у Львові, що планувався навпроти домініканського костелу (1920)[52].
- Проєкт Окружної дирекції пошти і телеграфу у Кракові. На конкурсі 1922 року здобув друге місце. Співавтори Тадеуш Стриєнський і архітектор Керн[53][54].
- Конкурсний проєкт Поштової ощадної каси у Кракові. Співавтори Тадеуш Стриєнський і архітектор Керн. 1922 рік[53].
- Проєкт польського павільйону для міжнародної виставки у Парижі 1924 року. Один із шести проєктів, придбаних комісією польського відділу[55][56].
- Проєкт павільйону Польщі для мистецької виставки 1925 року в Парижі. На відбірковому конкурсі 1923 року здобув відзнаку[57].
- Одне з двох четвертих місць серед проєктів кафедрального костелу в Катовицях. Конкурс відбувся у квітні 1925 року[58][59][60][61].
- Конкурсний проєкт львівського костелу Матері Божої Остробрамської (1930). Відомо лише про факт участі у конкурсі, але сам проєкт ймовірно втрачений. Яких-небудь описів не збереглось.[62][63].
- Конкурсний проєкт упорядкування площ у Кракові: Ринку, Мар'яцької, Малого ринку, Щепанської (1937)[64].
- Проєкт мармурових вівтарів костелу кармелітського монастиря на Персенківці у Львові (1939). Планувалось виконання фірмою Трембецького у Кракові[65].
- Проєкт вілли «Réjane», нагороджений журналом «Moniteur des Architectes».[66]